# Gaschmu
Gaschmu (auch: Geschem) ist eine biblische Gestalt.
Im Buch Nehemia wird Gaschmu als Araber bezeichnet. Gemeinsam mit Sanballat und dem Ammoniter Tobija versuchte er den von Nehemia etwa 445 v. Chr. initiierten Wiederaufbau der Jerusalemer Stadtmauer zu verhindern (Neh 2,19  und Neh 6 ). Weiterhin warf er Nehemia vor, vom persischen Großkönig abfallen zu wollen.
Möglicherweise ist Gaschmu identisch mit einer gleichnamigen Person, die als „König von Qedar“ in einer aramäischen Inschrift auf den so genannten „Tell el-Maschuta-Schalen“ genannt wird: „Dies ist es, was Qaynu, Sohn des Gaschmu, König von Qedar, für Han-’Ilat darbrachte.“ Die Inschrift wird ungefähr auf 400 v. Chr. datiert, so dass Gaschmu als der Vater des Spenders Qaynu etwa zur Zeit Nehemias gelebt haben dürfte.
Eine weitere lihyanische Inschrift aus al-ʿUla nennt ebenfalls eine Person namens Gaschmu, wobei deren Identifikation mit oben genanntem Gaschmu eher zweifelhaft ist.
Im Jahr 2006 wurden von Ulrich Hübner im WiBiLex sowohl die aramäische als auch die lihyanische Inschrift als auf den biblischen Gaschmu bezogen gedeutet.